# Dálniční křižovatka Plotiště
Dálniční křižovatka Plotiště je mimoúrovňová křižovatka u Hradce Králové-Plotiště nad Labem. Kříží se zde dálnice D11 s připravovaným dalším úsekem D35, silnicí I/11 a silnicí I/35. Začíná zde peážní úsek D35 s D11 Plotiště–Sedlice. Uvedena do provozu byla v prosinci 2021.

## Poloha
Dálniční křižovatka se nachází na severozápadním okraji Hradce Králové u místní části Plotiště nad Labem. Dalšími blízkými obcemi jsou Všestary se svou místní částí Bříza a Světí. V blízkosti se také nachází areál bývalé ČKD Hradec Králové a železniční zastávka Plotiště nad Labem. Křižovatka se nachází v průměrné nadmořské výšce 254 m n. m.

## Popis
Křižovatkou prochází dálnice D11 ve směru severovýchod-jih a silnice I/35 ve směru severozápad-jihovýchod. Severozápadním směrem má pokračovat další úsek dálnice D35, který naváže na hotový peážní úsek od dálniční křižovatky Sedlice.